# 鳥居真
鳥居 真（とりい まこと、1949年1月31日 - ）は、日本の経営者。相模鉄道社長を務めた。神奈川県出身。

## 経歴
1971年に慶應義塾大学経済学部を卒業し、同年に相模鉄道に入社。1998年6月に取締役に就任し、2001年に常務を経て、2007年6月に社長に就任。2009年9月に社長を退任し、取締役に退いた。